# Chris Garneau
Chris Garneau (n. 5 noiembrie 1982, Boston, Massachusetts, SUA) este  un muzician  și cantautor american. Muzică sa combină elemente de folk nord american, pop baroc și carnival music. De la debutul  primului său album Muzica pentru turiști, care s-a bucurat de un succes incredibil pe scenă Indie new yorkeză , muzică  sa  a lăsat goale  rafturile magazinelor discografice ale  Statelor Unite, Canada, Brazilia, Europa si Asia.
Garneau invocă ca și influențe pe Jeff Buckley, Nina Simone, Nico and Chan Marshall..
Cel de-al  doilea  album  al sau realizat în studiou, care  a  fost ajutat  de  către   succesul  comercial cu mult superior al predecesorului său, se intituleaza El Radio și a  fost lansat pe data  de 7  Iulie 2009.
În prezent, Garneau  s-a mutat  din  districtul  Brooklyn, New York, intr-o  zonă  linistită  din  nordul statului cu același nume pentru a se dedica compunerii celui de-al treilea album al său, cel care  va  fi editat independent și va intra în  procesul de producție în Septembrie 2012.

## Copilăria și primele activități muzicale
Garneau s-a născut în Boston (Massachusetts) iar în perioada copilăriei, părinții lui s-au mutat la Paris iar mai târziu la New Jersey înainte de a se instala definitiv în New York. Garneau a descoperit pasiunea sa pentru muzică la o vârstă foarte fragedă în timp ce învața s-a cânte la pian. În plus, trairile sale din timpul copilăriei vor influența enorm simbolistica și tematică muzicii sale. Subiecte precum singurătatea, definirea sexualității si lipsa apărării minorilor în cea ce privește abuzurile sexuale apar destul de des în opera sa.
După terminarea liceului, a urmat cursurile Universității Berklee din Boston, însă a abandonat studiile superioare pentru a se muta în Brooklyn. Acolo a început s-ă compună și a susținut concerte live în mici cluburi din East Village și Lower East Side din Manhattan cum ar fi CBGB Gallery și Living Room.

## Cariera muzicală
În  sfârșit, Garneau a semnat primul său contract cu casa de discuri californiană Absolutely Kosher Records. Contractul a fost oferit prin intermediul lui Jamie Stewart și Caralee McElroy de Xiu Xiu, prin acest mod, Garneau a debutat  cu primul său album Music for Tourists în Octombrie 2006 și în iTunes în Ianuarie 2007. 
În  Martie 2007 a realizat o înregistrare video sub regia lui Vincent Moon.
Banda sonoră a celei de-a patra secțiuni a serialului de televiziune Grey's Anatomy include  secțiuni din Garneau. In cadrul episodului Love/Addiction este utilizat unul din cântecele sale "Castle Time", în timp ce în episodul Forever Young apare piesa Black and  Blue. De asemenea, în primul episod  al serialului Private Practice este  inclus cântecul său  Sad News.
Garneau a apărut de asemenea în programul de televiziune Logo's NewNowNext Music în intermediul căruia  care vorbește despre albumul său Music for  Tourists și filmul despre single-ul Relief.
În 2011 versiunea care s-a realizat pe bază  scrierii  lui  Elliott Smith  Between the Bars a fost inclusă în filmul lui Pedro Almodovar La piel que habito. În același an, agenția Shackleton a inclus-o în campania  publicitară Fa ce vrei a  Loteriei  pentru extragerea Euro-milioanelor, a introdus-o de asemenea în anunțul său pentru televiziune, cântecul Firefiles bucurându-se de un mare succes în Spania și accentuând totodată notorietatea lui Garneau  în mod  substanțial.
Garneau a colaborat și cu Caralee McElroy la un proiect muzical care încă nu are un nume definit.

## Discografie
- Music for Tourists (2006)
- C-Sides EP (2007)
- El Radio (2009)